# Checoslovaquia en los Juegos Paralímpicos de Arnhem 1980
Checoslovaquia estuvo representada en los Juegos Paralímpicos de Arnhem 1980 por siete deportistas, cinco hombres y dos mujeres.

## Medallistas
El equipo paralímpico checoslovaco obtuvo las siguientes medallas:
| Nombre        | Deporte  | Evento                     |
| ------------- | -------- | -------------------------- |
| Oro           |          |                            |
| —             |          |                            |
| Plata         |          |                            |
| Roman Gronský | Natación | 100 m mariposa D masculino |
| Bronce        |          |                            |
| Roman Gronský | Natación | 200 m estilos D masculino  |